# الفارسية للغاز الطبيعي المسال
الغاز الطبيعي المسال الفارسي هو مشروع الغاز الطبيعي المسال في إيران . وقد تم تحديده على أساس احتياطيات حقل غاز جنوب فارس . تم تطوير المشروع من قبل الشركة الوطنية الإيرانية لتصدير الغاز .

## شركة المشروع
كان المشروع يُنظر إليه في الأصل على أنه شراكة بين شركة النفط الوطنية الإيرانية (50٪) ورويال داتش شل (25٪) و ربسول (25٪). في عام 2010 ، تم استبعاد شل وريبسول من المشروع.

## روابط خارجية
- موقع الشركة الفارسية للغاز الطبيعي المسال